# Iles Braghetto
Iles Braghetto (ur. 9 marca 1953 w San Giorgio delle Pertiche) – włoski polityk, urzędnik samorządowy, były poseł do Parlamentu Europejskiego.

## Życiorys
Ukończył studia z zakresu literatury współczesnej na Uniwersytecie w Padwie. Pracował w różnych instytucjach jako nauczyciel religii. Od 1980 do 1995 przez trzy kadencje zasiadał w radzie miejskiej Padwy, pełnił funkcję asesora (członka władz wykonawczych), a w latach 1993–1995 zastępcy burmistrza. Następnie do 2005 był radnym Wenecji Euganejskiej, od 1995 do 2000 zasiadał w zarządzie tego refionu jako asesor ds. polityki zdrowotnej.
W 2004 z listy Unii Chrześcijańskich Demokratów i Centrum kandydował bez powodzenia w wyborach europejskich. Mandat europosła objął w 2005 w miejsce Antonia De Poli. Był członkiem grupy chadeckiej, Komisji Zatrudnienia i Spraw Socjalnych oraz wiceprzewodniczącym Komisji Rybołówstwa. W PE zasiadał do 2009.